# Duchów
Duchów – wieś sołecka w Polsce położona w województwie mazowieckim, w powiecie mińskim, w gminie Dobre.
Wierni Kościoła rzymskokatolickiego należą do parafii św. Mikołaja w Dobrem.